# Velký Javor
Velký Javor (zastarale Veliký Arborec, německy Großer Arber) je nejvyšší hora Šumavy a Bavorského lesa.
Nachází se pět kilometrů západně od města Bayerisch Eisenstein v zemském okrese Regen v Bavorsku a 4 km od českých hranic. Necelé 2 km od vrcholu Velkého Javoru je Malý Javor. Celá hora i s přilehlým územím je ve vlastnictví německého šlechtického rodu Hohenzollernů.

## Vrchol
Vrchol tvoří čtyři skupiny skal: Großer Arber, Bernstein, Richard Wagner-Spitze a Ostspitze. V blízkosti hlavního vrcholu je kaple sv. Bartoloměje z roku 1956. Z Velkého Javoru se naskýtá dokonalý kruhový výhled na mnoho vrcholů Bavorského lesa i Šumavy a dvě ledovcová jezera – Velké a Malé Javorské (Großer und Kleiner Arbersee). Vrchol je specifický svou pro zdejší oblast nevšední flórou, blíží se spíše vysokohorskému charakteru než charakteru zbytku celého pohoří.

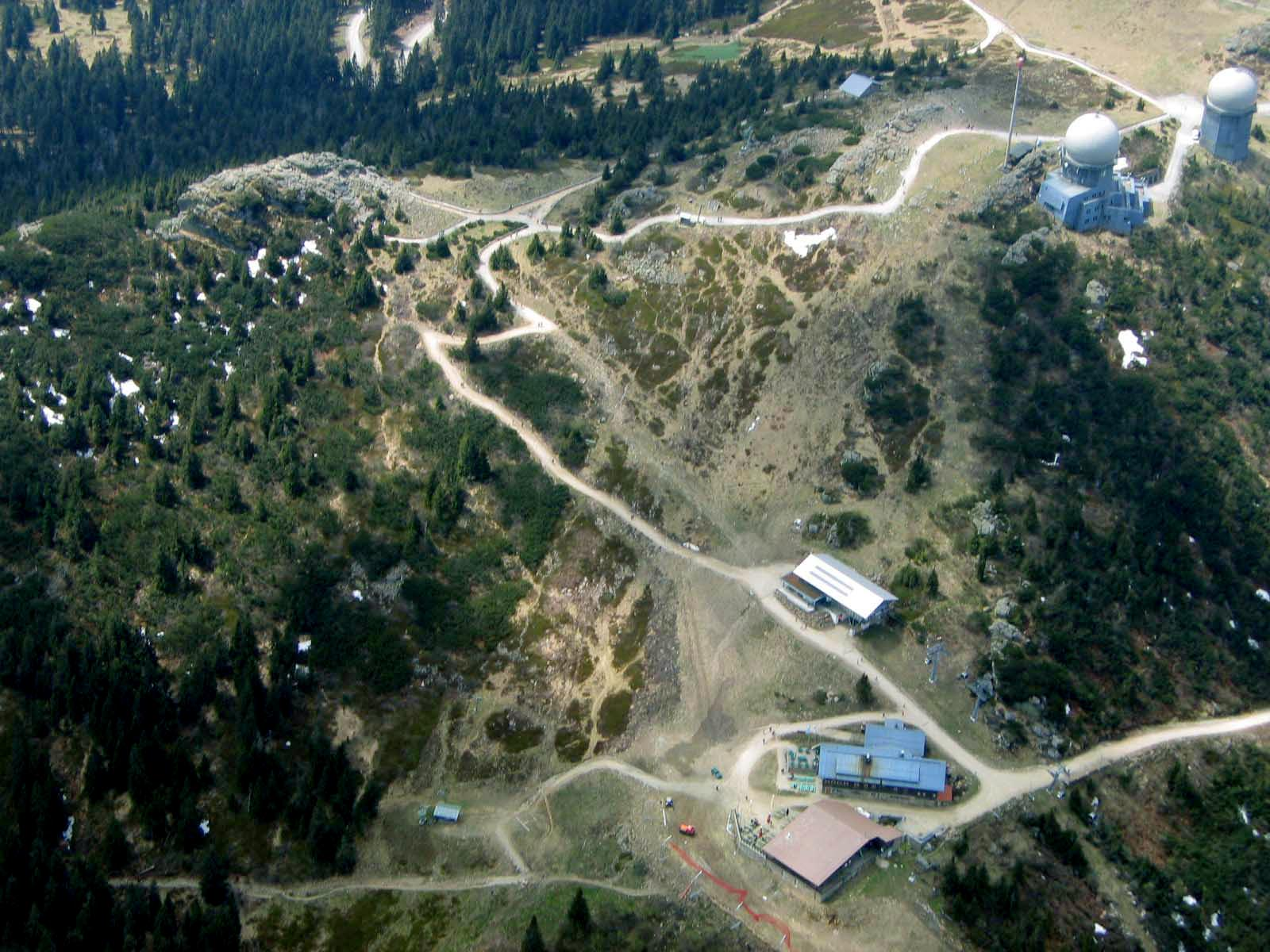
Letecký pohled na vrchol Velkého Javoru

Na vrcholu se nachází německé vojenské zařízení protivzdušné obrany s dvěma radarovými kopulemi. Zařízení vzniklo během studené války navzdory silným protestům ochránců přírody v samotné blízkosti československé hranice, aby bylo možné sledovat vzdušný prostor nad Východním blokem. Zařízení bylo zprovozněno v roce 1983, původně se dvěma radarovými anténami. V roce 1996 bylo nově vybaveno třídimenzionálním vyhledávacím radarem RRP-117. Druhá uvolněná věž od té doby obsahuje komunikační antény. Zařízení protivzdušné obrany je provozováno v rámci integrovaného systému protivzdušné obrany NATO.

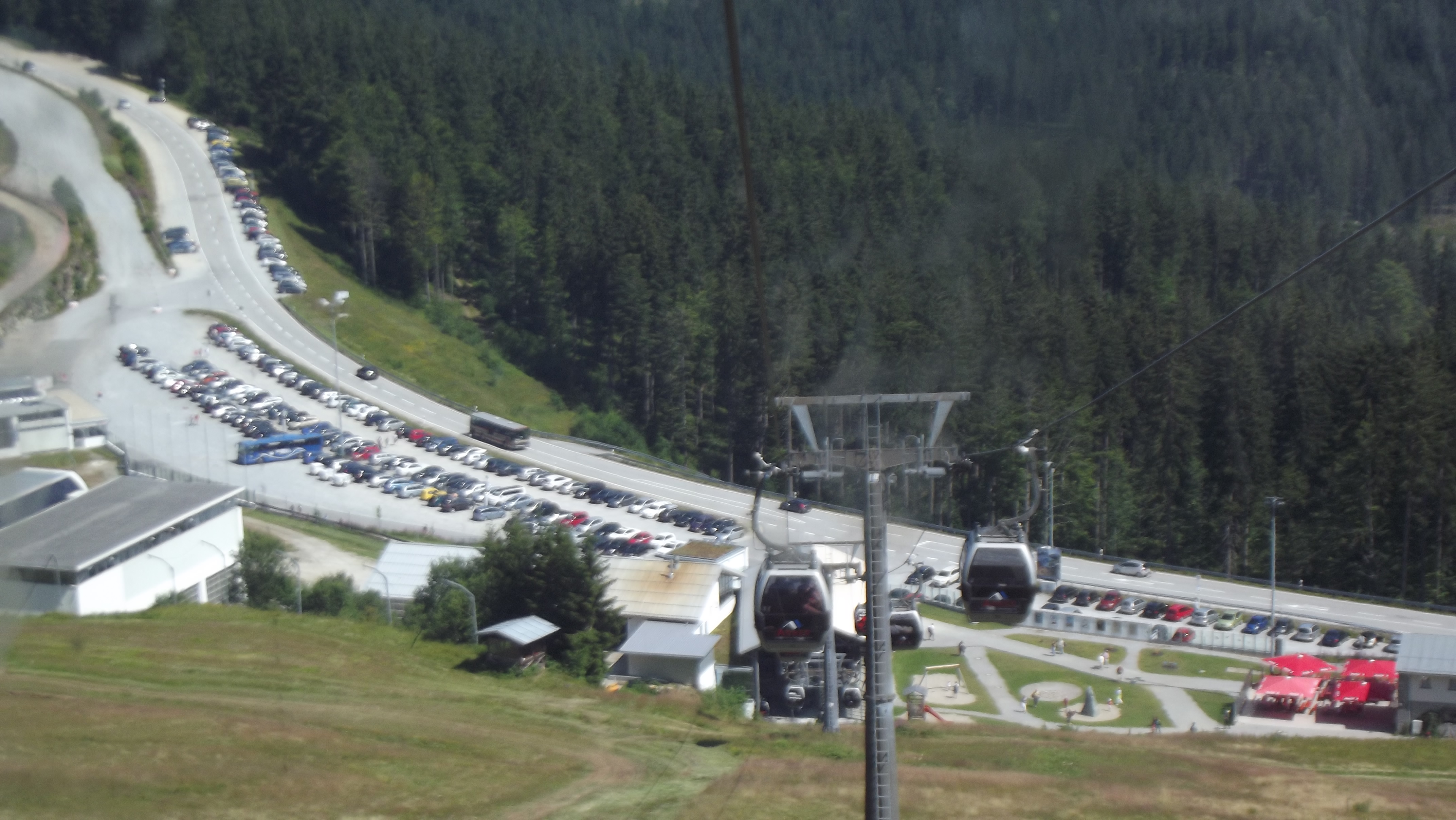
Lanovka na Velký Javor

## Chata
Původní útulna byla postavena na severním svahu 110 metrů pod vrcholem v roce 1885 železnorudským odborem Waldvereinu. Dnešní moderní horská chata s restaurací se nachází 60 metrů pod vrcholem. Z parkoviště, které je ve výši 1050 m n. m., sem vede kabinková lanovka.

## Lyžařské středisko
Na Velkém Javoru se nachází sjezdařský areál Velký Javor – Arber Skigebiet. K dispozici je několik sjezdových tratí všech stupňů obtížnosti, černé a červené sjezdovky mají homologaci FIS a jsou zde pořádány mezinárodní závody. Světový pohár v alpském lyžování se zde konal již devětkrát, poprvé v roce 1976. Pro dopravu lyžařů slouží kabinková lanovka, dvě sedačkové lanovky a tři vleky. Převážná část sjezdových tratí je pokryta sněžnými děly. Tato skutečnost spolu s orientací sjezdovek na severovýchod až severozápad zaručuje dobré sněhové podmínky od prosince do dubna. Vleky jsou v provozu za dobrých sněhových podmínek denně 9–16 hod. Sjezdovka s umělým osvětlením je v provozu od 18 do 21 hod. Součástí areálu, který nabízí celkem 15 kilometrů sjezdových tratí, je také snowboardový park a 1200 m dlouhá sáňkařská dráha. Východně od vrcholu je také biatlonová středisko, kde se jezdí závody druhé nejvyšší biatlonové série – IBU Cupu.
Sportovní, ubytovací, stravovací a dopravní zařízení v oblasti Velkého Javoru jsou součástí divize "Arber" podnikatelské korporátní skupiny šlechtického rodu Hohenzollernů (Unternehmensgruppe Fürst von Hohenzollern). Vlastníkem území Velkého Javoru i zmíněného podnikatelského subjektu je kníže Karl Friedrich Hohenzollernský, který se stal hlavou linie Hohenzollern-Sigmaringen někdejšího německého panovnického rodu Hohenzollernů v roce 2010.

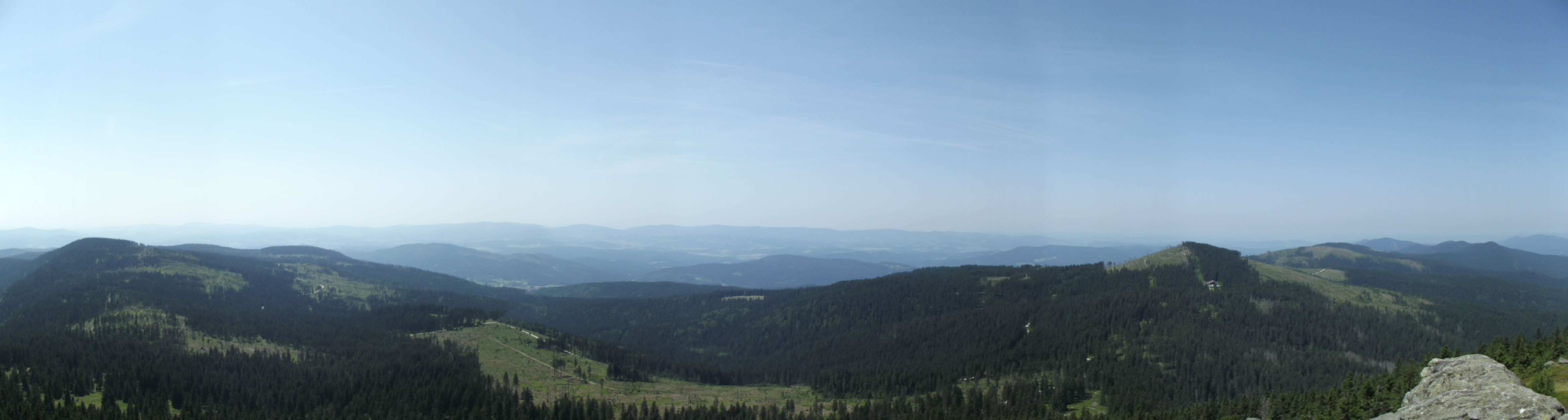
Panoramatický pohled z vrcholu směrem na jih a západ